# 广陵之战 (459年)
广陵之战，459年（刘宋大明三年）四月至七月，宋孝武帝刘骏派兵攻破广陵（今江苏省扬州市西北），斩南兖州刺史、竟陵王刘诞的作战。
宋孝武帝刘骏对竟陵王刘诞多聚才士，精甲利兵，十分猜忌。在457年排他出镇京口（今江苏省镇江市）。又嫌其离京都建康（今南京市）太近，于是改为南兖州刺史，移镇广陵，并命心腹前往镇守京口，以防刘诞。459年四月，孝武帝听说民间广传刘诞准备反叛朝廷，即令大臣上奏刘诞罪恶，请收捕治罪，并先以羽林禁兵配给兖州刺史垣阆，命其以赴任为名，与给事中戴明宝袭击刘诞。垣阆在交战中被杀，戴明宝从间道逃还，宋孝武帝令内外戒严，以始兴公沈庆之为车骑大将军、开府仪同三司、南兖州刺史，率兵讨刘诞。刘诞焚烧民屋，驱赶居民入广陵城，闭门自守。沈庆之为防止刘诞奔北魏，移营至距广陵十八里的白土，以切断其退路。进军至新亭（今江苏江都蜀冈）。时豫州刺史宗悫、徐州刺史刘道隆、兖州刺史沈僧明等，全都率兵来助。右卫将军垣护之、虎贲中郎将殷孝祖等攻打北魏回师，也至广陵受沈庆之节度。刘诞见诸军会集，自率步骑数百人弃城北逃，行十余里后因随从不欲北走，又退回广陵，誓师为部下加官进爵。六月，宋孝武帝想要急切攻打广陵，命沈庆之在广陵城西南的桑里修筑三个烽火台，克外城，举一烽，克内城，举二烽，擒刘诞，举三烽。沈庆之焚烧广陵东门，便于楼车推进攻城，命将士填平沟堑，修整攻道，立行楼、土山。因为大雨连绵，不能攻城。四月到七月，战事不能进展，孝武帝大怒，命御史中丞庾徽之弹劾沈庆之，他又下诏不予追究，来刺激沈庆之决战。沈庆之于是身先士卒，攻克广陵外城与内城，刘诞想要逃跑被杀。宋孝武帝想要杀死广陵所有男女老少，被沈庆之劝阻，依然杀死男子三千多人。